# قرقف رمادي ذو عرف
قرقف رمادي ذو عرف (الاسم العلمي: Lophophanes dichrous)، نوع من طيور فصيلة القرقف.
يوجد في سفوح جبال الهيمالايا وجنوب وسط الصين. موائله الطبيعية هي الغابات المعتدلة والغابات الجبلية الرطبة شبه الاستوائية أو الاستوائية.